# Десислава Александрова Младенова
Десислава Александрова-Младенова  (27. октобар 1975) бивша је бугарска атлетичарка која се такмичила у скоку увис. Најзначајније резултате имала је у периоду између 1992. и 1996. године.
Највечи успех остварила је освајањем сребрне медаље на Европском првенству у дворани 1994. у Паризу где је скоком од 1,96 метара оборила свој лични рекорд у дворани и скочила нови европски јуниорски рекорд у дворани, Била је друга иза своје земљакиње светске рекордерке Стефке Костадинове.
Пре освајања своје једине сребрне медаље у сениорској конкуренацији освојила је и сребрниу медаљу 1993. на Европском јуниорском првенству (У-20) у Сан Себастијану (Шпанија).

## Значајнији резултати
| Год.  | Такмичење                     | Место                   | Плас. | Резултат | Бел. |
| ----- | ----------------------------- | ----------------------- | ----- | -------- | ---- |
| 1992  | Светско првенство младих      | Сеул, Јужна Кореја      | 5.    | 1,85     |      |
| 1993  | Европско првенство за јунире  | Сан Себастијан, Шпанија |       | 1,89     |      |
| 1993  | Светско првенство             | Штутгарт Немачка        | 33.   | 1,80     |      |
| 1994. | Европско првеннство у дворани | Париз, Француска        |       | 1,96     |      |
| 1996. | Европско првеннство у дворани | Стокхолм, Шведска       | 17.   | 1,80     |      |